# Puchar Polski (województwo dolnośląskie) w piłce nożnej mężczyzn (2023/2024)
W sezonie 2023/2024 Puchar Polski na szczeblu województwa dolnośląskiego składał się z dwóch rund, z udziałem czterech zespołów – zwycięzców pucharów okręgowych: 
- Karkonosze Jelenia Góra (OPP Jelenia Góra 2023/2024[1])
- Górnik Polkowice (OPP Legnica 2023/2024[2])
- Bielawianka Bielawa (OPP Wałbrzych 2023/2024[3])
- Barycz Sułów (OPP Wrocław 2023/2024[4])

Rozgrywki wyłoniły zwycięzcę wojewódzkiego Pucharu Polski i uczestnika Pucharu Polski na szczeblu centralnym w sezonie 2024/2025, którym został Barycz Sułów.

## 1/2 finału
| 23 kwietnia 2024 | Barycz Sułów                           | 3:1   | Górnik Polkowice |  |
| 18:30            | Paweł Wojciechowski 39', 41', 45' (k.) | (3:1) | 16' Michał Litwa |  |

| 24 kwietnia 2024 | Bielawianka Bielawa  | 1:5   | Karkonosze Jelenia Góra                                                  |  |
| 17:00            | Mateusz Peroński 58' | (0:3) | 6', 45' Filip Firbacher · 27' Maciej Pałaszewski · 67', 75' Kacper Dudek |  |

## Finał
| 22 maja 2024 | Barycz Sułów | 0:0 k. 5:4 | Karkonosze Jelenia Góra |             |
| 19:00        |              |            |                         | Dzierżoniów |